# Jean Greisch
Pour les articles homonymes, voir Greisch.
Jean Greisch, né le 27 août 1942 à Koerich (Luxembourg), est un philosophe et prêtre catholique luxembourgeois, spécialiste de Heidegger et de Ricœur.

## Biographie
Après des études de théologie et de philosophie au Grand Séminaire de Luxembourg et à l'Université d'Innsbruck, il soutient en 1985 une thèse de doctorat en philosophie sur Martin Heidegger à l'Institut catholique de Paris, où il effectue l'ensemble de sa carrière.
Il a notamment été le doyen de sa faculté de philosophie (1985-1994), puis en a dirigé le troisième cycle. Enseignant-chercheur au Laboratoire de phénoménologie et d'herméneutique du CNRS (1986 à 2005), il a été titulaire de la Chaire Romano Guardini à l'Université Humboldt de Berlin (2009-2012). 
Son champ de recherche est la métaphysique, la philosophie herméneutique contemporaine et la philosophie de la religion. 
En 2013, l'Académie française lui a décerné le Prix La Bruyère.
Il a également été professeur invité aux États-Unis, au Japon et en République fédérale d'Allemagne.

## Principales publications
- Herméneutique et grammatologie, Paris, Éditions du CNRS, 1977.
- L'âge herméneutique de la raison, Paris, Éditions du Cerf, 1985.
- La Parole heureuse : Martin Heidegger entre les choses et les mots, Paris, Éd. Beauchesne, 1987.
- Hermeneutik und Metaphysik, München, W. Fink, 1993, 224 p.
- Philosophie, poésie, mystique, Paris, éditions Beauchesne, 1999.
- Ontologie et temporalité. Esquisse d’une interprétation intégrale de « Sein und Zeit », Paris, PUF, 1994, 2e éd. 2002, 3e éd. 2012 (traduit en japonais).
- L'arbre de vie et l'arbre du savoir : les racines phénoménologiques de l’herméneutique heideggérienne, Paris, Éd. du Cerf, 2000.
- Le cogito herméneutique : l'herméneutique philosophique et l'héritage cartésien, Paris, Vrin, 2000 (traduit en arabe)

trad. en espagnol par Gerardo Raul Losasa : El Cogito Herido. La herméneutica filosofica y la herencia cartesiana, Jorge Baudino Ediciones, Buenos Aires, 2001.
- Paul Ricœur : l'itinérance du sens, Grenoble, Jérôme Millon, 2001.
- Le buisson ardent et les Lumières de la raison : l'invention de la philosophie de la religion (traduit en lange arabe, 2018. 
  - Tome I : Héritiers et héritages du XIXe siècle, Paris, Éd. du Cerf, 2002, 626 p.
  - Tome II : Les approches phénoménologiques et analytiques, Paris, Éd. du Cerf, 2002
  - Tome III : Vers un paradigme herméneutique, Paris, Éd. du Cerf, 2004

traduit en arabe, éd. DaralKitab, Beyrouth, 2018.
- Entendre d'une autre oreille : les enjeux philosophiques de l'herméneutique biblique, Paris, Bayard, 2006.
- Qui sommes-nous ? : chemins phénoménologiques vers l'Homme, Louvain, Peeters, 2009.
- Fehlbarkeit und Fähigkeit. Die Philosophische Anthropologie Paul Ricoeurs, Münster, LIT, 2009.
- Du non-autre au tout-autre, PUF, 2012.
- Vivre en philosophant : expérience philosophique, exercices spirituels, thérapies de l’âme, Paris, Hermann, 2015 (traduit en langue arabe).
- L'herméneutique comme sagesse de l’incertitude, Paris, Le Cercle herméneutique, 2016.
- Rendez-vous avec la vérité, Paris, Hermann, 2017.
- Désirer comprendre. Court traité des vertus herméneutiques, Louvain-la-Neuve, PUL,2019.
- Les contes de Minerva la chouette philosophe : contes bilingues, Paris, Éd. Ipagine, 14 volumes parus de 2014 à 2017

° Croire. Un parcours de la reconnaissance. Méditations bibliques"", Paris, Ed. Ipagine, 2022.

## Traductions
- Martin Heidegger, Phénoménologie de la vie religieuse, volume 60 de la Gesamtausgabe, Paris, Gallimard, 2012
- Hans Jonas, Le Principe responsabilité. Une éthique pour la civilisation technologique, Le Cerf, 1990 (Das Prinzip Verantwortung. Versuch einer Ethik für die technologische Zivilisation, Insel Verlag, 1979)